# Werner George
Werner George (* 12. September 1913 in Berlin; † unbekannt) war ein deutscher Eishockeyspieler.  

## Karriere
Werner George spielte auf Vereinsebene für den SC Brandenburg Berlin, SC Riessersee, Berliner Schlittschuhclub und die Kriegsspielgemeinschaft Berliner SC/Brandenburg Berlin. Mit allen vier Mannschaften gewann er den Deutschen Meistertitel. Aufgrund seiner Leistungen wurde er in die Deutsche Hockey Hall of Fame aufgenommen. 

### International
Für die deutsche Eishockeynationalmannschaft nahm George an den Olympischen Winterspielen 1936 in Garmisch-Partenkirchen teil. Bei der Weltmeisterschaft 1934 gewann er mit seiner Mannschaft die Bronzemedaille. 

## Erfolge und Auszeichnungen
- 1934 Deutscher Meister mit dem SC Brandenburg Berlin
- 1935 Deutscher Meister mit dem SC Riessersee
- 1937 Deutscher Meister mit dem Berliner Schlittschuhclub
- 1944 Deutscher Meister mit der KSG Berliner SC/Brandenburg Berlin

### International
- 1934 Bronzemedaille bei der Weltmeisterschaft